# Centrismo (marxismo)

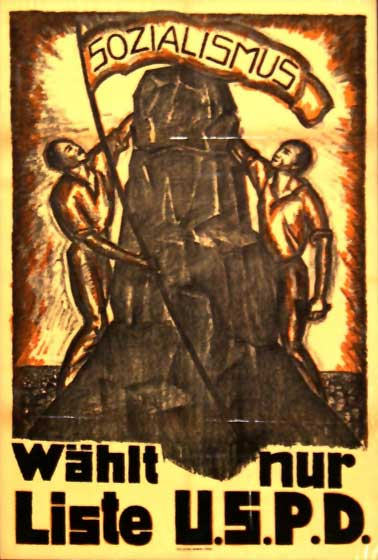
Manifesto elettorale del USPD

Il centrismo all'interno del movimento marxista e della storia del movimento operaio ha una particolare accezione in quanto si riferisce alle correnti del socialismo che si collocano tra le posizioni riformiste e quelle rivoluzionarie, tentando di conciliare le parti.

## Definizione
La teoria marxista definisce il centrismo come un fenomeno transitorio che si realizza quando direzioni con un programma e un metodo riformista, durante dei moti rivoluzionari e sulla base della pressione delle masse e della propria organizzazione tendono a spostarsi a sinistra acquistando una fraseologia rivoluzionaria, senza però essere capaci a canalizzare la sommossa in rivoluzione vera e propria, e di far così seguire dei fatti alle parole. Altre volte si esprime come il processo opposto, quando la direzione di un partito rivoluzionario durante una situazione rivoluzionaria degenera e, nella transizione verso delle posizioni riformiste, attraversa una fase centrista.
Lev Trockij a sua volta, definiva il centrismo come "tutte quelle correnti nel proletariato e alla sua periferia [...], che si dilagano tra il riformismo e il marxismo e che rappresentano per lo più diversi stadi di sviluppo sulla via dal riformismo al marxismo, e viceversa".
Lenin stesso nell'anno 1917, esprimendosi sui compiti del proletariato, scrisse del centrismo: "tutto il «centro» giura e spergiura che è marxista, internazionalista [...]. La sostanza della questione è che il «centro» non è convinto della necessità di una rivoluzione contro il proprio governo, non la propugna, non conduce una lotta rivoluzionaria intransigente, ma inventa invece, per sottrarvisi, le scuse più triviali, per quanto suonino arci«marxiste» [...]. Il «centro» è composto di gente abitudinaria, corrosa da una putrida legalità, corrotta dall'atmosfera del parlamentarismo, ecc., di funzionari abituati ai posti comodi e ad un lavoro «tranquillo». Sotto il profilo storico ed economico, questi elementi non costituiscono uno strato sociale distinto, ma rappresentano soltanto la transizione fra un'epoca ormai chiusa del movimento operaio, l'epoca dal 1871 al 1914, feconda sotto molti aspetti, soprattutto nell'arte, necessaria al proletariato, dell'organizzazione lenta, sistematica, costante, su vasta, su vastissima scala, e un'epoca nuova, divenuta oggettivamente necessaria dopo la prima guerra mondiale imperialistica, che ha aperto l'èra della rivoluzione sociale.
Di conseguenza il centrismo ha, per i gruppi trotskisti e per le correnti rivoluzionarie facenti riferimento al leninismo, un significato alquanto peggiorativo. Perché descritto in senso opportunistico, dal momento che sostiene la necessità di una rivoluzione in un futuro indeterminato, ma sollecita le pratiche riformiste per il frattempo. I socialisti libertari e gli anarchici invece, tendono a visualizzare qualsiasi riformismo come opportunismo politico, perché vedono il riformismo come incapace di effettuare modifiche strutturali nell'organizzazione sociale.

## Origini
Il termine si riferiva originariamente al centro marxista interno al Partito Socialdemocratico di Germania (SPD) che ruotava attorno alle figure di Karl Kautsky e August Bebel, le cui posizioni vennero polemicamente attaccate dalla sinistra del partito attorno a Rosa Luxemburg, e dalla nascente area comunista. I principali punti di critica erano il crescente parlamentarismo e l'istituzionalizzazione del partito socialdemocratico.Come terza via, il centro è stato un punto di riferimento per l'austromarxismo di Otto Bauer.

Logo del Partito Socialista Operaio Spagnolo

## I partiti "centristi"
Partiti socialisti con una prevalente componente centrista e che appartenevano alle cosiddette Internazionale 2½ e Internazionale 3½ erano il Partito Socialdemocratico Indipendente di Germania (USPD) e l'Independent Labour Party (ILP) britannico, perché oscillavano tra sostenere di voler raggiungere un'economia socialista attraverso le riforme sociali e di voler fare la rivoluzione. Tra questi, si includeva il Partito Operaio di Unificazione Marxista (POUM) e il Poalei Zion Smol (questi due in una fase storica successiva), ma anche la Sezione Francese dell'Internazionale Operaia (SFIO), il Partito Socialista Svizzero, il Partito Socialdemocratico Operaio (Austrotedesco) e il Partito Socialista Operaio Spagnolo, nei quali all'epoca le correnti centriste erano prevalenti e che perseguivano posizioni di sinistra marcata.

## Gli organi internazionali

### L'Unione dei Partiti Socialisti per l'Azione Internazionale
L'Unione dei Partiti Socialisti per l'Azione Internazionale, anche conosciuta come Internazionale di Vienna e Internazionale 2½, fu una organizzazione internazionale di partiti socialisti attiva dal febbraio 1921 fino al maggio 1923, e nata con l'esclusivo obiettivo di riunire il movimento operaio, disfattosi dopo la nascita della Internazionale Comunista. L'Internazionale fu fondata il 27 febbraio del 1921 a Vienna dal Partito Socialdemocratico Indipendente di Germania, dalla Sezione Francese dell'Internazionale Operaia, dal Partito Laburista Indipendente (GB), dal Partito Socialista Svizzero, dal Partito Socialista Indipendente (Romania) e dal Partito Socialdemocratico Operaio (Austrotedesco). I partiti fondatori non si riconoscevano né nella seconda né nella Terza Internazionale. Nell'aprile del 1921 si unì all'Internazionale anche il Partito Socialista Operaio Spagnolo. Nel 1923 aderì anche il Partito Socialista Rivoluzionario di Russia.

### Il Centro Marxista Rivoluzionario Internazionale
Il Centro Marxista Rivoluzionario Internazionale (CMRI), anche conosciuto come Bureau di Londra e Internazionale 3½, era una associazione di partiti di sinistra socialista nata nel 1932, i quali non si riconoscevano né nel riformismo socialista convenzionale, né nello stalinismo della Terza internazionale. Per un periodo il CMRI è stato vicino alle posizioni del movimento trotskista e a quelle della Opposizione di sinistra internazionale. Nel 1940 il CMRI si sciolse.

## Il centrismo in Italia
Una parte delle correnti massimaliste del socialismo italiano, che durante lunghi periodi storici erano maggioritarie dentro al Partito Socialista Italiano, mentre durante altri periodi sono state minoritarie o addirittura parzialmente esterne al partito (vedi PSIUP), si riconducono alle posizioni centriste del marxismo.